# Jean-Félix Adolphe Gambart
Jean Félix Adolphe Gambart (Sète, 12 maggio 1800 – Parigi, 23 luglio 1836) è stato un astronomo francese.

## Vita
Jean-Félix Adolphe Gambart era figlio di un capitano di marina, la sua intelligenza fu notata dall'astronomo francese Alexis Bouvard che lo convinse a dedicarsi allo studio dell'Astronomia. Gambart entrò a far parte del personale dell'Osservatorio di Marsiglia nel 1819 divenendone il direttore nel 1822. Gambart era malato di tubercolosi e morì di colera.

## Carriera
Gambart si occupò in particolare dell'osservazione dei satelliti di Giove. Scoprì cinque comete: C/1822 J1, C/1825 K1, 273P/Pons-Gambart, C/1832 O1 e C/1834 E1.
Il 5 maggio 1832 osservando il  transito di Mercurio davanti al Sole si accorse che il disco planetario appariva deformato avvicinandosi al bordo del disco solare.

## Riconoscimenti
Gli è stato dedicato il cratere Gambart, 25 km di diametro, sulla Luna.
Gli è stata assegnata la medaglia della London Astronomy Society per il calcolo dell'orbita della cometa 3D/Biela.